# Pieter Mbemba
Pieter Mbemba (Congo, 23 juli 1988) is een Belgische profvoetballer. Hij speelt per 2011/12 voor Hapoel Bnei Sachnin, waar hij een contract voor één jaar tekende.
Zijn voetballoopbaan begint in 1994 in Dorne. Via Heidebloem Dilsen en Patro Maasmechelen (5 seizoenen) kwam hij terecht bij de jeugd van KVSK United. KV Mechelen bood hem na hun promotie naar eerste klasse in 2007 een contract aan. Veel plezier beleefde hij niet aan zijn eerste maanden, want door een ernstige blessure kwam hij er niet aan spelen toe. Zaterdag 9 februari 2008 maakte hij zijn debuut in de Belgische eerste klasse tegen Club Brugge, waar hij meteen zijn eerste rode kaart in de Jupiler League in ontvangst nam. In de terugronde van seizoen 2008-2009 wordt hij uitgeleend aan FC Eindhoven.
| seizoen | club                       | land      | competitie         | wed. | goals |
| ------- | -------------------------- | --------- | ------------------ | ---- | ----- |
| 1999/00 | Heidebloem Dilsen          | België    | Vierde Klasse      |      |       |
| 2000/01 | Patro Maasmechelen         | België    | Tweede Klasse      |      |       |
| 2001/02 | Patro Maasmechelen         | België    | Tweede Klasse      |      |       |
| 2002/03 | Patro Maasmechelen         | België    | Tweede Klasse      |      |       |
| 2003/04 | Patro Maasmechelen         | België    | Tweede Klasse      |      |       |
| 2004/05 | Patro Maasmechelen         | België    | Tweede Klasse      | 14   | 1     |
| 2005/06 | KVSK United                | België    | Tweede Klasse      | 22   | 0     |
| 2006/07 | KVSK United                | België    | Tweede Klasse      | 5    | 0     |
| 2007/08 | KV Mechelen                | België    | Jupiler Pro League | 4    | 0     |
| 2008/09 | KV Mechelen                | België    | Jupiler Pro League | 1    | 0     |
| 2008/09 | → FC Eindhoven (huur)      | Nederland | Jupiler League     | 9    | 1     |
| 2009/10 | Sivasspor                  | Turkije   | Süper Lig          | 1    | 0     |
| 2009    | → Bucaspor (huur)          | Turkije   | Süper Lig          | 0    | 0     |
| 2010/11 | Akademik Sofia             | Bulgarije | A Grupa            | 26   | 2     |
| 2011/12 | Hapoel Bnei Sachnin        | Israël    | Ligat Ha'Al        | 21   | 2     |
| 2012/13 | Hapoel Bnei Sachnin        | Israël    | Ligat Ha'Al        | 16   | 0     |
| 2013/14 | Omonia Nicosia             | Cyprus    | A Divizion         | 0    | 0     |
| 2013/14 | Kaposvári Rákóczi FC       | Hongarije | Nemzeti Bajnokság  | 9    | 0     |
| 2014/15 | Atlético Clube de Portugal | Portugal  | Segunda Liga       | 20   | 0     |
| 2015/16 | Atlético Clube de Portugal | Portugal  | Segunda Liga       | 30   | 0     |
|         |                            |           | Totaal             | 167  | 6     |